# Recrue (court métrage)
Pour les articles homonymes, voir Recrue.
Pour plus de détails, voir Fiche technique et Distribution.
Recrue est un court métrage canadien écrit et réalisé par Pier-Philippe Chevigny, mettant en vedette Émile Schneider et Jean-Nicolas Verreault.
Le film a été présenté en première mondiale le 7 septembre 2019 au Festival international du film de Toronto 2019.

## Synopsis
S’il ne s’était pas enfoncé si loin en jouant dans la forêt, Alex, 6 ans, n’aurait sans doute gardé qu’un souvenir flou des mystérieuses patrouilles que menait le groupuscule réactionnaire de son père. Ce matin-là, tout est devenu clair.

## Fiche technique
- Titre : Recrue
- Titre anglais : Rebel
- Réalisation et scénario : Pier-Philippe Chevigny
- Direction de la photographie : Gabriel Brault-Tardif
- Costumes : Eugénie Clermont
- Maquillage-coiffure : Josianne Bergeron-Morin
- Montage : Pier-Philippe Chevigny
- Montage son : Simon Gervais
- Conception sonore : Simon Gervais
- Direction artistique : Frédéric Devost
- Production : Geneviève Gosselin-G.
- Société de production : Unité Centrale
- Société de distribution : H264 Distribution
- Pays d'origine : Canada
- Langues originales : français et plus secondairement anglais
- Format : couleur - numérique
- Genre : drame
- Durée : 15 minutes

## Distribution
- Édouard B. Larocque : Alex
- Émile Schneider : Dave
- Jean-Nicholas Verreault : Mike
- Sasha Migliarese : Sabrina
- Irlande Côté : Marianne
- Baharan BaniAhmadi : Baharan
- Amir Sám Nakhjavani : Amir
- Ines Feghouli Bozon : Ines

## Inspiration
Le film est inspiré de la montée de l'extrémisme de droite au Québec à la suite de la vague d'immigration de 2017 à 2020, alors que des milliers de personnes ont fui les États-Unis pour éviter la déportation et ont traversé la frontière « illégalement » dans la belle province. Les milices de droite ont alors organisé des manifestations dans les villes et à la frontière,,,.

Le réalisateur faisait des recherches sur le sujet lorsqu'il a vu l'image d'un jeune garçon tenant un drapeau d'une de ces milices en tête d'un article sur les groupes extrémistes. Il a affirmé en entrevue avoir pensé à ce moment : 
Ce garçon ne comprend pas la politique cachée derrière tout cela, il ne fait que suivre ses parents. Ce serait un point de départ intéressant pour raconter une histoire,,.

## Festivals et récompenses
Le film a été présenté en première mondiale au Festival international du film de Toronto le 7 septembre 2019. Il a ensuite eu sa première européenne au Festival du Film Francophone de Namur le 28 septembre 2019.
- Golden Owl du Meilleur court métrage, Tirana International Film Festival 2020[11]
- Prix Golden Spike du Meilleur court métrage, Social World Film Festival 2020[9]
- Prix SARTEC, Gala Prends ca court! 2020[12]
- Prix du public, PRINDIE - Princeton Independent Film Festival 2020[13]
- Prix du public, DC Shorts Film Festival 2020[14]
- Golden Gaja du Meilleur court métrage, kidzCINEMA 2020[15]
- Prix Choix du Réalisateur pour la Meilleure Direction de la Photographie, Rincon International Film Festival 2020[16]
- Ines Feghouli - Meilleure actrice dans un court métrage : Catégorie 5-9 ans, Joey Awards 2020[17]
- Meilleur court métrage, Meilleure direction de la photographie et Meilleur montage, Roma Prisma Independent Film Awards 2020[18]
- Meilleur film du mois, European Cinematography Awards, October 2020[19]
- Meilleur film du mois, New York Cinematography Awards, October 2020[20]
- Meilleur court métrage, Canadian Cinematography Awards, October 2020[21]
- Prix d'or du Meilleur court métrage, Social Justice Film Festival 2020[22]